# 越城区
越城区（えつじょう-く）は中華人民共和国浙江省紹興市に位置する市轄区。

## 行政区画
- 街道：塔山街道、府山街道、北海街道、城南街道、稽山街道、迪蕩街道、東湖街道、霊芝街道、東浦街道、鑒湖街道、斗門街道、皋埠街道、馬山街道、孫端街道、陶堰街道、瀝海街道
- 鎮：富盛鎮

## 出身者
- 徐渭 - 画家・文人・書家。
- 蔡元培 - 政治家・教育家。
- 魯迅（周樹人） - 小説家。
- 周作人 - 散文家・翻訳家。
- 陳儀 - 軍人・政治家。